# Вайт-Голл (Іллінойс)
Вайт-Голл (англ. White Hall) — місто (англ. city) в США, в окрузі Ґрін штату Іллінойс. Населення — 2295 осіб (2020).

## Географія
Вайт-Голл розташований за координатами 39°26′19″ пн. ш. 90°24′4″ зх. д. / 39.43861° пн. ш. 90.40111° зх. д. (39.438554, -90.401075).  За даними Бюро перепису населення США в 2010 році місто мало площу 6,82 км², з яких 6,67 км² — суходіл та 0,15 км² — водойми.

## Демографія
Згідно з переписом 2010 року, у місті мешкало 2520 осіб у 1031 домогосподарстві у складі 657 родин. Густота населення становила 369 осіб/км².  Було 1163 помешкання (170/км²).
Расовий склад населення:
| - 98,8 % — білих - 0,3 % — корінних американців - 0,1 % — азіатів |

До двох чи більше рас належало 0,5 %. Частка іспаномовних становила 0,5 % від усіх жителів.
За віковим діапазоном населення розподілялося таким чином: 23,1 % — особи молодші 18 років, 57,3 % — особи у віці 18—64 років, 19,6 % — особи у віці 65 років та старші. Медіана віку мешканця становила 41,8 року. На 100 осіб жіночої статі у місті припадало 91,9 чоловіків;  на 100 жінок у віці від 18 років та старших — 88,2 чоловіків також старших 18 років.
Середній дохід на одне домашнє господарство  становив 48 270 доларів США (медіана — 35 833), а середній дохід на одну сім'ю — 54 596 доларів (медіана — 39 095). Медіана доходів становила 37 000 доларів для чоловіків та 28 667 доларів для жінок. За межею бідності перебувало 30,6 % осіб, у тому числі 40,8 % дітей у віці до 18 років та 20,0 % осіб у віці 65 років та старших.
Цивільне працевлаштоване населення становило 918 осіб. Основні галузі зайнятості: освіта, охорона здоров'я та соціальна допомога — 30,3 %, виробництво — 17,5 %, роздрібна торгівля — 10,2 %, науковці, спеціалісти, менеджери — 8,3 %.